# Regiment Gwardii Konnej (Wielkie Księstwo Litewskie)

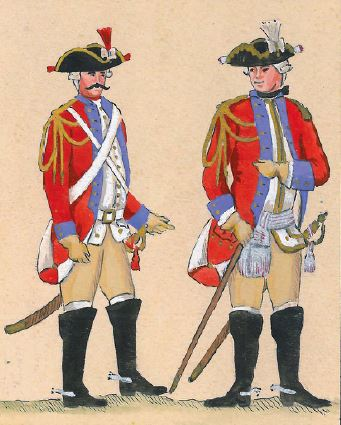
Dragon i oficer gwardii konnej litewskiej

Regiment Gwardii Konnej Wielkiego Księstwa Litewskiego – oddział jazdy armii Wielkiego Księstwa Litewskiego wojska I Rzeczypospolitej.

## Formowanie i zmiany organizacyjne
Gwardia Konna Litewska podobnie jak koronna podlegała bezpośrednio królowi.
Regiment był wielokrotnie przemianowywany. Od 1717 jako Lejbregiment Dragonów Królewskich Wielkiego Księstwa Litewskiego, od 1762 Regiment Konny Króla Imci Wielkiego Księstwa Litewskiego, od 1784 Regiment Gwardii Konnej Wielkiego Księstwa Litewskiego, a od 1793 Regiment Karabinierów Gwardii Konnej Litewskiej.
Zgodnie z etatem Sejmu Niemego z 1717 roku liczyła 600 porcji i stanowiła najliczniejszą jednostkę konną wojska litewskiego.
W 1776 roku regiment liczył etatowo 318 żołnierzy. Stan faktyczny według „raty marcowej” z 1777 roku wynosił 318 żołnierzy. Składał się ze sztabu, lejbkompanii oraz kompanii płk. M. Radziwiłła, płk. J. d'Obyrna, ppłk. J. Stryjeńskiego, mjr. D. Wołka, rtm. J. Wolffa.
Reformy sejmu czteroletniego przewidywały w 1789 przyrost liczebności wojsk do armii 100 tysięcznej. Nieco później zmniejszono jej etat do 65 tysięcy. Etat nie przewidywał powiększenia gwardii. Można przyjąć, że w kwietniu 1794 roku stan regimentu wynosił etatowo 306 żołnierzy, a faktyczny 371. W skład jego wchodziły kompanie: szefa, płk. K. Engelhardta, płk. M. Deskura, ppłk. A. Freyenda, mjr. F. Hoffmeistra, rtm. W. Rahdena.
Regiment zorganizowany był w 6 kompanii. Jej stan liczebny na dzień 1 sierpnia 1793 wynosił 318 ludzi i 274 koni, a 16 kwietnia 1794 377 ludzi i 271 koni.

## Walki
Regiment brał udział w działaniach zbrojnych konfederacji barskiej. Jego żołnierze walczyli również pod Widawą.

## Stanowiska
Regiment stacjonował w następujących miejscowościach:
- Grodno
- Prużany (1783-1792).

## Żołnierze regimentu
Zgodnie z etatem w sztabie powinien znajdować się szef, dwóch pułkowników, podpułkownik, major, regimentskwatermistrz, audytor, adiutant i ewentualnie regimentsfelczer. W kompaniach winno być: dwóch rotmistrzów z kompanią; pięciu rotmistrzów sztabowych, sześciu poruczników i sześciu chorążych (kornetów). Przez kilka lat w służbie wykazywano porucznika-bereitera. W regimencie nie było rangi podporucznika.
Szefowie: 
- gen. Sapieha (1717)
- książę Radziwiłł (gen., krajczy W.Ks.Lit.(1755)
- książę Stanisław Ignacy Radziwiłł (gen. lejtn. podkomorzy W.Ks.Lit. (1759–1764)
- gen. mjr Michał Grabowski (1765–1786)
- gen. mjr Mikołaj Radziwiłł (1786–1790)
- Jan K. Stryjeński (1792)[1]

Pułkownicy:
- Mikołaj Radziwiłł (do 1786),
- Jan K. Stryjeński (1785-1791)
- Krzysztof Engelhardt (1791-)

Pułkownicy 2:
- Jerzy d'Obyrn (1766-1790),
- Ludwik Szauman (1790-1791)
- Michał Deskur (1791-1792)